# Beach of the War Gods

Beach of the War Gods (La Plage des dieux de la guerre - 戰神灘) est un film hongkongais réalisé par Wang Yu et sorti en 1973.
Selon François et Max Armanet il s'agit du dernier grand film de Wang Yu.

## Synopsis
Un jeune patriote expert en arts martiaux organise la défense du village éponyme de la Plage-des-Dieux-de-la-Guerre menacé par des pirates wakō. Pour ce faire, il recrute une petite équipe de quatre experts en arts martiaux ainsi que les disciples de deux de ces derniers.

## Fiche technique
- Titre original : 戰神灘 - Beach of the War Gods
- Titre québécois : La Plage des dieux de la guerre
- Titres français : Les Panthères noires de Hong Kong (sortie cinéma), Le Dieu de la guerre (vidéogramme)
- Réalisation : Wang Yu[2]
- Scénario : Wang Yu[3]
- Photographie : Chiu Yao-hu
- Musique : Huang Mao-shan
- Société de production : Golden Harvest
- Producteur : Raymond Chow
- Pays d'origine : Hong Kong
- Langue originale : mandarin
- Format : couleurs - 2,35:1 - mono - 35 mm
- Genre : bain de sang héroïque en costumes (Heroic Bloodshed quoi !)
- Durée : 96 min
- Date de sortie : 1973 (Hong Kong), 12 juillet 1978[4] (France)

## Distribution
- Wang Yu : Xiao Feng, un jeune patriote expert en arts martiaux
- Lung Fei[5] : Shinobu Hashimoto, un expert du katana reconverti dans le banditisme en bande organisée
- Tien Yen : Leng Ping, un mercenaire expert en lancer de poignards volants
- Hsueh Han : monsieur Zhao dit "Bœuf-de-Fer", un forgeron xénophobe amateur de castagne
- Tsao Chien : monsieur Xiao, gouverneur militaire de Hanzhou et oncle de Xiao Feng

## Éditions en France
- 1982 : cassette pour système vidéo domestique, "éditions René Château vidéo" : "Le Dieu de la guerre"